# Ama-Me Esta Noite
Love Me Tonight (bra/prt: Ama-Me Esta Noite) é um filme estadunidense de 1932, do gênero comédia musical, dirigido por Rouben Mamoulian, com música de Richard Rodgers e Lorenz Hart. Saudado ora como o melhor musical do ano e dos anos seguintes, ora como um dos melhores do gênero em todos os tempos, o filme beneficia-se das inovações do diretor Mamoulian, que tira a câmera da rigidez que caracterizava os primeiros musicais e a deixa, por exemplo, passear por Paris enquanto capta ritmicamente os sons das ruas, na elogiada sequência de abertura; as canções fazem parte da trama, ao invés de simplesmente serem interpretadas pelos atores; música e efeitos sonoros, diálogos e letras de músicas são harmoniosamente mesclados, de forma que a história é toda visualizada em termos musicais.

## Enredo
Maurice Courtelin é um alfaiate parisiense que se dirige ao castelo onde vive o visconde Gilbert de Varèze para cobrar-lhe uma conta antiga. Acontece que o nobre não possui um vintém e introduz Maurice como barão, para esconder a verdade do Conde de Savignac, o patriarca da família princípio surpreso, Maurice acaba aceitando a situação ao ver a Princesa Jeanette, viuva há três anos, a quem encontrara no caminho e a quem declarara seu amor, tendo sido rejeitado. No castelo também mora a sobrinha do conde, a ninfomaníaca Condessa Valentine, que logo se apaixona por ele.
Com o tempo, Maurice é aceito por todos, com exceção da fria Jeanette. Quando o Duque d'Artelines descobre a farsa, o visconde diz que Maurice é um membro da realeza viajando incógnito por razões de segurança. Todos acreditam.
Finalmente, Jeanette sucumbe ao falso barão e os dois iniciam o romance. No entanto, ao se dispor a consertar as roupas da amada, que ele diz serem muito feias,  Maurice acaba obrigado a revelar toda a verdade e tem de partir. Jeanette, que o expulsara, arrepende-se e toma um trem para ir ao seu encontro.

## Elenco
| Ator/Atriz          | Personagem                 |
| ------------------- | -------------------------- |
| Maurice Chevalier   | Maurice Courtelin          |
| Jeanette MacDonald  | Princesa Jeanette          |
| Charles Ruggles     | Visconde Gilbert de Varèze |
| Charles Butterworth | Conde de Savignac          |
| Myrna Loy           | Condessa Valentine         |
| C. Aubrey Smith     | Duque d'Artelines          |
| Elizabeth Patterson | Primeira Tia               |
| Ethel Griffies      | Segunda Tia                |
| Blanche Friderici   | Terceira Tia               |
| Joseph Cawthorn     | Dr. Armand de Fontinac     |
| Bert Roach          | Emile                      |
| Ethel Wales         | Madame Dutoit, Costureira  |
| Mary Doran          | Madame Dupont              |
| Edgar Norton        | Camareiro                  |